# Dendronephthya arborea
Dendronephthya arborea är en korallart som beskrevs av May 1899. Dendronephthya arborea ingår i släktet Dendronephthya och familjen Nephtheidae. Inga underarter finns listade i Catalogue of Life.